# Адам Ланг
Адам Ланг (угор. Lang Ádám, нар. 17 січня 1993, Веспрем) — угорський футболіст, центральний захисник кіпрської «Омонії» і національної збірної Угорщини.

## Клубна кар'єра
У дорослому футболі 15-річний на той час захисник дебютував 2008 року виступами за команду клубу «Веспрем» з рідного міста, в якій провів чотири сезони, взявши участь у 44 матчах чемпіонату. 
Своєю грою за цю команду привернув увагу представників тренерського штабу клубу «Дьйор», до складу якого приєднався 2012 року. Відіграв за клуб з Дьйора наступні три сезони своєї ігрової кар'єри, був одним з основних центральних захисників команди
До складу «Відеотона» приєднався 2015 року.

## Виступи за збірну
2014 року дебютував в офіційних матчах у складі національної збірної Угорщини. Наразі провів у формі головної команди країни 57 матчів, забив 1 гол.
| Дата       | Місто         | Господарі         | Результат | Гості       | Турнір                  | Голи | Примітки |
| ---------- | ------------- | ----------------- | --------- | ----------- | ----------------------- | ---- | -------- |
| 22-5-2014  | Дебрецен      | Угорщина          | 2 – 2     | Данія       | товариський матч        | -    |          |
| 4-6-2014   | Будапешт      | Угорщина          | 1 – 0     | Албанія     | товариський матч        | -    | 28'      |
| 7-6-2014   | Будапешт      | Угорщина          | 3 – 0     | Казахстан   | товариський матч        | -    |          |
| 14-11-2014 | Будапешт      | Угорщина          | 1 – 0     | Фінляндія   | Відбір до ЧЄ 2016       | -    |          |
| 5-6-2015   | Дебрецен      | Угорщина          | 4 – 0     | Литва       | товариський матч        | -    |          |
| 13-6-2015  | Гельсінкі     | Фінляндія         | 0 – 1     | Угорщина    | Відбір до ЧЄ 2016       | -    | 56'      |
| 12-11-2015 | Осло          | Норвегія          | 0 – 1     | Угорщина    | Відбір до ЧЄ 2016       | -    |          |
| 15-11-2015 | Будапешт      | Угорщина          | 2 – 1     | Норвегія    | Відбір до ЧЄ 2016       | -    |          |
| 26-3-2016  | Будапешт      | Угорщина          | 1 – 1     | Хорватія    | товариський матч        | -    |          |
| 20-5-2016  | Будапешт      | Угорщина          | 0 – 0     | Кот-д'Івуар | товариський матч        | -    |          |
| 4-6-2016   | Гельзенкірхен | Німеччина         | 2 – 0     | Угорщина    | товариський матч        | -    |          |
| 14-6-2016  | Бордо         | Австрія           | 0 – 2     | Угорщина    | ЧЄ 2016 - груповий етап | -    |          |
| 18-6-2016  | Марсель       | Ісландія          | 1 – 1     | Угорщина    | ЧЄ 2016 - груповий етап | -    |          |
| 22-6-2016  | Ліон          | Угорщина          | 3 – 3     | Португалія  | ЧЄ 2016 - груповий етап | -    |          |
| 26-6-2016  | Тулуза        | Угорщина          | 0 – 4     | Бельгія     | ЧЄ 2016 - 1/8 фіналу    | -    | 47'      |
| 6-9-2016   | Торсгавн      | Фарерські острови | 0 – 0     | Угорщина    | Відбір до ЧС 2018       | -    |          |
| 7-10-2016  | Будапешт      | Угорщина          | 2 – 3     | Швейцарія   | Відбір до ЧС 2018       | -    |          |
| 13-11-2016 | Будапешт      | Угорщина          | 4 – 0     | Андорра     | Відбір до ЧС 2018       | 1    |          |
| Усього     |               | Матчів            | 18        |             | Голів                   | 1    |          |

## Титули і досягнення
- Чемпіон Угорщини (1):

«Дьйор»: 2012-13
- Володар Суперкубка Угорщини (1):

«Дьйор»: 2013
- Володар Суперкубка Румунії (1):

ЧФР (Клуж-Напока): 2018
- Чемпіон Румунії (1):

ЧФР (Клуж-Напока): 2018-19
- Чемпіон Кіпру (1):

«Омонія»: 2020-21
- Володар Суперкубка Кіпру (1):

«Омонія»: 2021
- Володар Кубка Кіпру (2):

«Омонія»: 2021-22, 2022-23